# تله‌نور هند
تله‌نور هند (انگلیسی: Telenor India) شرکت مخابرات هندی است، که در سال ۲۰۰۹ تأسیس شد.